# IC 4818
IC 4818 ist eine linsenförmige Galaxie vom Hubble-Typ SB0 im Sternbild Teleskop am Südsternhimmel. Sie ist schätzungsweise 205 Millionen Lichtjahre von der Milchstraße entfernt und hat einen Durchmesser von etwa 90.000 Lichtjahren.

Das Objekt wurde am 16. September 1901 von DeLisle Stewart.